# Mehmet Okur
Mehmet Okur (26 de maio de 1979 em Yalova, Turquia) é um ex-jogador turco de basquete, que atuou na NBA. Tem 2,11m e pesa 119 kg, joga como ala e pivô.

## Carreira profissional

### Liga Turca
Começou sua carreira profissional no Oyak Renault na Turquia em 1997. No ano seguinte se transferiu para o Tofaş S.K. onde ficou até 2000, quando foi para o Efes Pilsen, time que representa a Turquia há anos na Euroliga em 2000. Em 2001 foi para a loteria da NBA, sendo selecionado pelo Detroit Pistons na 38ª escolha. 

### Pistons
Mas só na temporada 2002-03 é que Okur foi para a NBA, jogou pelo time que lhe escolheu, e na temporada seguinte acabou campeão da NBA, porém era reserva. Na 2004-05 seu contrato com o Detroit Pistons acabou, e o Utah Jazz ofereceu-lhe um contrato maior e ele foi para Salt Lake City.

### Utah Jazz
No Jazz após uma temporada sofrível de seu time, a equipe conseguiu uma boa escolha de draft (Deron Williams), o que fez as médias de seu time crescerer, inclusive as de Okur que foi de 12 a 18 pontos por jogo. Mas em 2006-07 ele e o Jazz chegaram ao seu auge, Okur foi All-Star e o Utah Jazz chegou na final da conferência oeste, na temporada seguinte o time foi longe novamente, mas Okur não foi All-Star, embora jogasse em alto nível. 

### NJ Nets
Em 2011 foi para os New Jersey Nets em troca de uma segunda-pick no draft.Em 2012 foi para o Portland Trail Blazers numa troca que levou Gerald Wallace para o New Jersey Nets.

## Estatísticas

### Temporada regular
| Ano      | Equipe     | PJ  | PT  | MPP  | %TC   | %3P  | %TL  | RPP | APP | ROB | TPP | PPP  |
| -------- | ---------- | --- | --- | ---- | ----- | ---- | ---- | --- | --- | --- | --- | ---- |
| 2002–03  | Detroit    | 72  | 9   | 19.0 | .426  | .339 | .733 | 4.7 | 1.0 | .3  | .5  | 6.9  |
| 2003–04  | Detroit    | 71  | 33  | 22.3 | .463  | .375 | .775 | 5.9 | 1.0 | .5  | .9  | 9.6  |
| 2004–05  | Utah       | 82  | 25  | 28.1 | .468  | .270 | .850 | 7.5 | 2.0 | .4  | .8  | 12.9 |
| 2005–06  | Utah       | 82  | 82  | 35.9 | .460  | .342 | .780 | 9.1 | 2.4 | .5  | .9  | 18.0 |
| 2006–07  | Utah       | 80  | 80  | 33.3 | .462  | .384 | .765 | 7.2 | 2.0 | .4  | .5  | 17.6 |
| 2007–08  | Utah       | 72  | 72  | 33.2 | .445  | .388 | .804 | 7.7 | 2.0 | .8  | .4  | 14.5 |
| 2008–09  | Utah       | 72  | 72  | 33.5 | .485  | .446 | .817 | 7.7 | 1.7 | .8  | .7  | 17.0 |
| 2009–10  | Utah       | 73  | 73  | 29.4 | .458  | .385 | .820 | 7.1 | 1.6 | .5  | 1.1 | 13.5 |
| 2010–11  | Utah       | 13  | 0   | 12.9 | .355  | .313 | .750 | 2.3 | 1.5 | .3  | .3  | 4.9  |
| 2011–12  | New Jersey | 17  | 14  | 26.7 | .374  | .319 | .600 | 4.8 | 1.8 | .5  | .3  | 7.6  |
| Total    |            | 634 | 460 | 29.1 | .458  | .375 | .797 | 7.0 | 1.7 | .5  | .7  | 13.5 |
| All-Star |            | 1   | 0   | 15.0 | 1.000 | .000 | .000 | 2.0 | 1.0 | .0  | .0  | 4.0  |

### Playoffs
| Ano     | Equipe  | PJ | PT | MPP  | %TC   | %3P   | %TL   | RPP  | APP | ROB | TPP | PPP  |
| ------- | ------- | -- | -- | ---- | ----- | ----- | ----- | ---- | --- | --- | --- | ---- |
| 2002–03 | Detroit | 17 | 0  | 19.0 | .438  | .538  | .531  | 4.1  | .8  | .7  | .7  | 5.5  |
| 2003–04 | Detroit | 22 | 0  | 11.5 | .470  | .400  | .692  | 2.8  | .4  | .2  | .4  | 3.7  |
| 2006–07 | Utah    | 17 | 17 | 34.4 | .388  | .316  | .786  | 7.8  | 1.8 | 1.4 | .9  | 11.8 |
| 2007–08 | Utah    | 12 | 12 | 38.5 | .423  | .373  | .773  | 11.8 | 1.9 | .7  | .7  | 15.4 |
| 2008–09 | Utah    | 2  | 2  | 21.5 | .167  | .333  | .750  | 5.0  | 2.0 | .0  | .5  | 4.0  |
| 2009–10 | Utah    | 1  | 1  | 11.0 | 1.000 | 1.000 | 1.000 | 2.0  | .0  | .0  | .0  | 7.0  |
| Total   |         | 71 | 32 | 23.6 | .415  | .362  | .713  | 5.9  | 1.1 | .7  | .6  | 8.1  |

## Prêmios e honras
- Campeão da NBA 2004
- All-Star 2007